# Tàlveg
|  | Per a altres significats, vegeu «Tàlveg (meteorologia)». |

Esquema de tàlveg

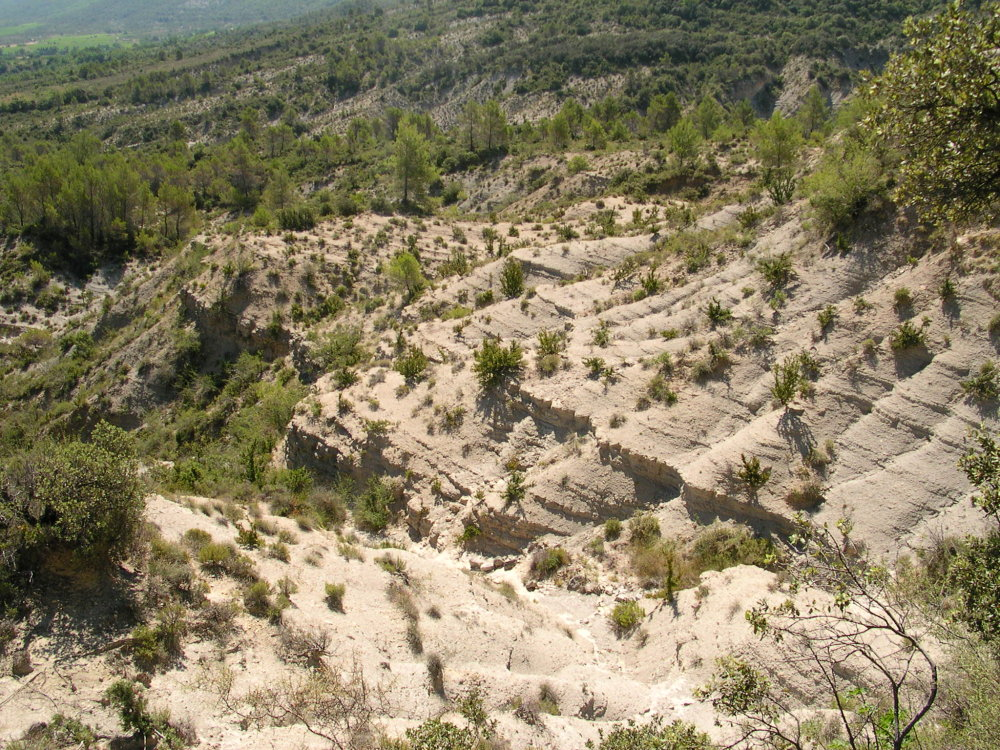
Tàlveg a Montredon, a la vora de Pompinhan (Gard)

Tàlveg, aiguafons, fons de vall o correra és la línia teòrica que uneix els punts més profunds d'una vall, coma, obaga o comellar on conflueixen les aigües que formen un riu o corrent intermitent. En valls seques, el tàlveg coincideix amb la línia de captació d'aigua i durant el període sec es fa servir de camí. La paraula prové de l'alemany Talweg que significa «camí de vall».
Els tàlvegs es troben generalment modelats per l'erosió fluvial i sovint coincideixen amb la xarxa hidrogràfica. El terme tàlveg s'oposa a la carena, línia de cresta, línia de falla o la divisòria d'aigües. L'espai convex comprès entre dos tàlvegs de rius o afluents veïns que flueixen en direcció convergent es coneix amb el nom d'interfluvi. En el camp de la geografia política el tàlveg serveix sovint de línia fronterera a l'hora de demarcar dos territoris administratius diferents.
Per analogia, la paraula «tàlveg» també s'utilitza en el camp de la meteorologia per designar una zona convexa entre isòbares i corbes de nivell.

## Tàlveg a les arts
- Si trobéssim el tàlveg, poema de Josep Gual i Lloberes[5]